# Gustava Carolina di Meclemburgo-Strelitz
Gustava Carolina di Meclemburgo-Strelitz (12 luglio 1694 – 13 aprile 1748) era una figlia di Adolfo Federico II, duca di Meclemburgo e della principessa Maria di Meclemburgo.

## Famiglia
Gustava Carolina era la quarta figlia e la figlia più giovane di Adolfo Federico II, duca di Meclemburgo-Strelitz, e della sua prima moglie, la principessa Maria di Meclemburgo. Era una sorella minore di Adolfo Federico III, duca di Mecklenburg. Attraverso il terzo matrimonio del padre, era una zia della regina Carlotta del Regno Unito.

## Matrimonio
Il 13 novembre 1714, Gustava Carolina sposò il cugino Cristiano Ludovico II di Meclemburgo-Schwerin. Era il figlio maggiore, terzogenito di Federico, duca di Mecklenburg-Grabow e sua moglie, la principessa Cristina Guglielmina di Assia-Homburg.
Dal matrimonio nacquero cinque figli:
- Federico II, duca di Mecklenburg-Schwerin (1717-1785), sposò Luisa Federica di Württemberg;
- Luigi (1725-1778), sposò la principessa Carlotta Sofia di Sassonia-Coburgo-Saalfeld (1731-1810). Furono i genitori di Federico Francesco I, granduca di Mecklenburg-Schwerin.
- Ulrica Sofia (1723-1813);
- Luisa (1730);
- Amalia (1732-1775).

## Morte
Morì il 13 aprile 1748 all'età di 53 anni.

## Ascendenza
|                                            |                                       |                                        | Genitori                                  |  |  | Nonni |  |  | Bisnonni                             |  |  | Trisnonni                                  |  |
|                                            |                                       |                                        |                                           |  |  |       |  |  | Giovanni VII di Meclemburgo-Schwerin |  |  | Giovanni Alberto I di Meclemburgo-Schwerin |  |
|                                            |                                       |                                        |                                           |  |  |       |  |  | Giovanni VII di Meclemburgo-Schwerin |  |  | Giovanni Alberto I di Meclemburgo-Schwerin |  |
|                                            |                                       | Anna Sofia di Hohenzollern             |                                           |  |  |       |  |  | Giovanni VII di Meclemburgo-Schwerin |  |  |                                            |  |
| Adolfo Federico I di Meclemburgo-Schwerin  |                                       |                                        |                                           |  |  |       |  |  | Giovanni VII di Meclemburgo-Schwerin |  |  |                                            |  |
|                                            |                                       | Sofia di Holstein-Gottorp              | Adolfo di Holstein-Gottorp                |  |  |       |  |  |                                      |  |  |                                            |  |
|                                            |                                       | Sofia di Holstein-Gottorp              | Adolfo di Holstein-Gottorp                |  |  |       |  |  |                                      |  |  |                                            |  |
|                                            |                                       | Sofia di Holstein-Gottorp              | Cristina d'Assia                          |  |  |       |  |  |                                      |  |  |                                            |  |
| Adolfo Federico II di Meclemburgo-Strelitz |                                       | Sofia di Holstein-Gottorp              |                                           |  |  |       |  |  |                                      |  |  |                                            |  |
|                                            |                                       | Giulio Ernesto di Brunswick-Dannenberg | …                                         |  |  |       |  |  |                                      |  |  |                                            |  |
|                                            |                                       | Giulio Ernesto di Brunswick-Dannenberg | …                                         |  |  |       |  |  |                                      |  |  |                                            |  |
|                                            |                                       | Giulio Ernesto di Brunswick-Dannenberg | …                                         |  |  |       |  |  |                                      |  |  |                                            |  |
| Maria Caterina di Braunschweig-Dannenberg  |                                       | Giulio Ernesto di Brunswick-Dannenberg |                                           |  |  |       |  |  |                                      |  |  |                                            |  |
|                                            |                                       | Maria dell'Osterfriesland              | …                                         |  |  |       |  |  |                                      |  |  |                                            |  |
|                                            |                                       | Maria dell'Osterfriesland              | …                                         |  |  |       |  |  |                                      |  |  |                                            |  |
|                                            |                                       | Maria dell'Osterfriesland              | …                                         |  |  |       |  |  |                                      |  |  |                                            |  |
| Gustava Carolina di Meclemburgo-Strelitz   |                                       | Maria dell'Osterfriesland              |                                           |  |  |       |  |  |                                      |  |  |                                            |  |
|                                            | Ernesto I di Sassonia-Gotha-Altenburg | Giovanni di Sassonia-Weimar            |                                           |  |  |       |  |  |                                      |  |  |                                            |  |
|                                            | Ernesto I di Sassonia-Gotha-Altenburg | Giovanni di Sassonia-Weimar            |                                           |  |  |       |  |  |                                      |  |  |                                            |  |
|                                            | Ernesto I di Sassonia-Gotha-Altenburg | Dorotea Maria di Anhalt                |                                           |  |  |       |  |  |                                      |  |  |                                            |  |
| Gustavo Adolfo di Meclemburgo-Güstrow      | Ernesto I di Sassonia-Gotha-Altenburg |                                        |                                           |  |  |       |  |  |                                      |  |  |                                            |  |
|                                            |                                       | Elisabetta Sofia di Sassonia-Altenburg | Giovanni Filippo di Sassonia-Altenburg    |  |  |       |  |  |                                      |  |  |                                            |  |
|                                            |                                       | Elisabetta Sofia di Sassonia-Altenburg | Giovanni Filippo di Sassonia-Altenburg    |  |  |       |  |  |                                      |  |  |                                            |  |
|                                            |                                       | Elisabetta Sofia di Sassonia-Altenburg | Elisabetta di Brunswick-Wolfenbüttel      |  |  |       |  |  |                                      |  |  |                                            |  |
| Maria di Meclemburgo-Güstrow               |                                       | Elisabetta Sofia di Sassonia-Altenburg |                                           |  |  |       |  |  |                                      |  |  |                                            |  |
|                                            |                                       | Augusto di Sassonia-Weissenfels        | Giovanni Giorgio I di Sassonia            |  |  |       |  |  |                                      |  |  |                                            |  |
|                                            |                                       | Augusto di Sassonia-Weissenfels        | Giovanni Giorgio I di Sassonia            |  |  |       |  |  |                                      |  |  |                                            |  |
|                                            |                                       | Augusto di Sassonia-Weissenfels        | Maddalena Sibilla di Hohenzollern         |  |  |       |  |  |                                      |  |  |                                            |  |
| Maddalena Sibilla di Holstein-Gottorp      |                                       | Augusto di Sassonia-Weissenfels        |                                           |  |  |       |  |  |                                      |  |  |                                            |  |
|                                            |                                       | Anna Maria di Meclemburgo-Schwerin     | Adolfo Federico I di Meclemburgo-Schwerin |  |  |       |  |  |                                      |  |  |                                            |  |
|                                            |                                       | Anna Maria di Meclemburgo-Schwerin     | Adolfo Federico I di Meclemburgo-Schwerin |  |  |       |  |  |                                      |  |  |                                            |  |
|                                            |                                       | Anna Maria di Meclemburgo-Schwerin     | Anna Maria della Frisia orientale         |  |  |       |  |  |                                      |  |  |                                            |  |
|                                            |                                       | Anna Maria di Meclemburgo-Schwerin     |                                           |  |  |       |  |  |                                      |  |  |                                            |  |